# Besleria selloana
Besleria selloana är en tvåhjärtbladig växtart som beskrevs av Johann Friedrich Klotzsch och Johannes von Hanstein. Besleria selloana ingår i släktet Besleria och familjen Gesneriaceae. Inga underarter finns listade i Catalogue of Life.